# Gernrode
Gernrode (pronunciación en alemán: /ɡɛʁnˈʁoːdə/ⓘ) es una ciudad histórica, y antiguo municipio, en el distrito de Harz, en el estado de Sajonia-Anhalt, Alemania. Desde el 1 de enero de 2014, es parte de Quedlinburg. Era la sede de la antigua Verwaltungsgemeinschaft ("asociación municipal") de Gernrode/Harz.
Mencionada por vez primera en 961, Gernrode recibió el privilegio de tener escudo y sello propios, comúnmente considerados como privilegios urbanos. La ciudad es conocida por la iglesia otoniana de San Ciriaco, la iglesia colegiata de un antiguo capítulo imperial de monjas, y como el comienzo de una estrecha garganta, el ferrocarril del valle de Selke.

## Historia
En 959 el margrave sajón Gerón I fundó un convento de canonesas en el territorio Schwabengau, dentro de los territorios de la fortificación Geronisroth que construyó alrededor de la misma época. También fundó la iglesia colegiata para el convento, que el rey Otón I cogió bajo su especial protección por una escritura de 961.
Desde 1037 a 1740 hubo minería de plomo y plata. La reforma protestante llegó a Anhalt y Gernrode en 1521. Una escuela elemental protestante fue fundada en 1533 según las ideas de Martín Lutero. El convento fue disuelto en 1614, cuando la última abadesa Sofía Isabel (1589–1622), hija del príncipe ascanio Juan Jorge I de Anhalt-Dessau, se casó con el duque Jorge Rodolfo de Liegnitz.
Partes de Gernrode ardieron durante la guerra de los Treinta Años (dos veces, en 1631 y 1635). En 1728 Gernode fue incorporado a Anhalt-Bernburg, que alcanzó la categoría de ducado en 1806. Durante la Segunda Guerra Mundial, en abril de 1945, fue ocupada por los norteamericanos, y después, en junio, por tropas soviéticas. Como parte de la zona de ocupación soviética, Gernrode perteneció a la Alemania del Este desde 1949 hasta la reunificación alemana en 1990. Celebró sus mil años en 1961 y 450.º año como ciudad en 1989.